# HRT – HTV 2
Drugi program Hrvatske televizije (HRT – HTV 2) televizijski je program Hrvatske radiotelevizije. Od 14. siječnja 2011. program se emitira danonoćno. Na programu je emisija Noćni glazbeni program koja svaki dan ima drugi žanr glazbe, uz glazbene spotove te snimke koncerata i festivala. Program se emitira u MUX M1 na području Hrvatske te putem satelita Eutelsat 16A na frekvenciji 11637 GHz V 30000.
U nedjelju, 20. studenoga 2022. godine, početkom Svjetskog nogometnog prvenstva 2022., HRT 2 eksperimentalni program je počeo s emitiranjem. Kanal se emitira samo na HRTi platformi, a prenosi isti sadržaj kao i HRT 2.
Urednik HTV 2 je Tomislav Štengl.

## Program

### Emisije
- Auto Market Magazin - ponedjeljom u 17:20
- Istrage prometnih nesreća - ponedjeljom u 17:55
- Dom na kvadrat - utorkom u 16:50
- Znanstveni krugovi - utorkom u 17:25
- Turizam.hrt - utorkom u 17:55
- Poslovni plan - srijedom u 16:40
- Eko zona - srijedom u 17:10
- Zdrav život - četvrtkom u 17:15
- Prometej - četvrtkom u 17:45
- Kućni ljubimci - petkom u 17:40
- Samo lagano - petkom u 18:45
- Iza 18:20 od ponedjeljka do četvrtka: Dokumentarna serija ili film, Glas Domovine, Pogled preko granice - Hrvati u BiH i Globalna Hrvatska
- Hit dana u 19:20
- Reprizne emisije s HRT - HTV-a 1
- Emisije iz arhive HTV-a

### Sportske emisije
- Stadion - nedjeljom u 21:00
- HNL
- Volim nogomet
- Nedjeljom lagano

### Glazbeni programi
- Noćni glazbeni program

### Serije, filmovi i emisije
- Doktor Oz
- Betty i njezine dijagnoze
- Doktor Martin
- Vera
- Gorski spašavatelji
- Kuća pasa
- Hitlerovo sveto blago
- Murina
- Europa iz zraka
- Tračerica
- Dr. House
- Doctor Who
- Nove avanture stare Christine
- Čarolija
- Muškarci na stablima
- Mankelov inspektor Wallander
- Bez traga
- Urednica tabloida
- Nepokoreni grad
- Zločinački umovi
- Fawlty Towers
- Pregovarači
- Život s Derekom
- Pseća ophodnja
- Pripovjedač
- Umorstva u Midsomeru
- Inspektor Monttalbano
- Inspektorica Irene Huss
- Graham Norton i gosti[3]

## Vanjske poveznice
- Službene stranice Hrvatske radiotelevizije